# Province de Khánh Hòa
Khánh Hòa est une province de la région de la côte centrale du Sud du Viêt Nam. 
Le chef-lieu de Khanh Hoa est Nha Trang. 
La baie de Cam Ranh est située dans cette province.

## Administration
La province de Khánh Hòa  se compose des villes de Nha Trang, Cam Ranh et Ninh Hòa ainsi que des six districts suivants : 
1. Cam Lâm
2. Diên Khánh
3. Khánh Sơn
4. Khánh Vĩnh
5. Trường Sa (nommé aussi Îles Spratleys)[1],[2]
6. Vạn Ninh

## Transports
La route nationale 1A et le chemin de fer Nord-Sud du Viêt Nam traversent la province.
Tous les trains express de la réunification marquent l'arrêt à la Gare de Nha Trang.
L'aéroport de Cam Ranh est situé au sud de la province.

## Source
1. ↑  « NA candidates meet voters in Spratly Islands », Communist Party of Vietnam Online Newspaper,‎ 12 mai 2011 (lire en ligne [archive du 29 septembre 2011])
2. ↑  Thanh Ha, « Teacher overcomes privation on Spratlys », VietNam News,‎ 17 août 2010 (lire en ligne)

## Galerie

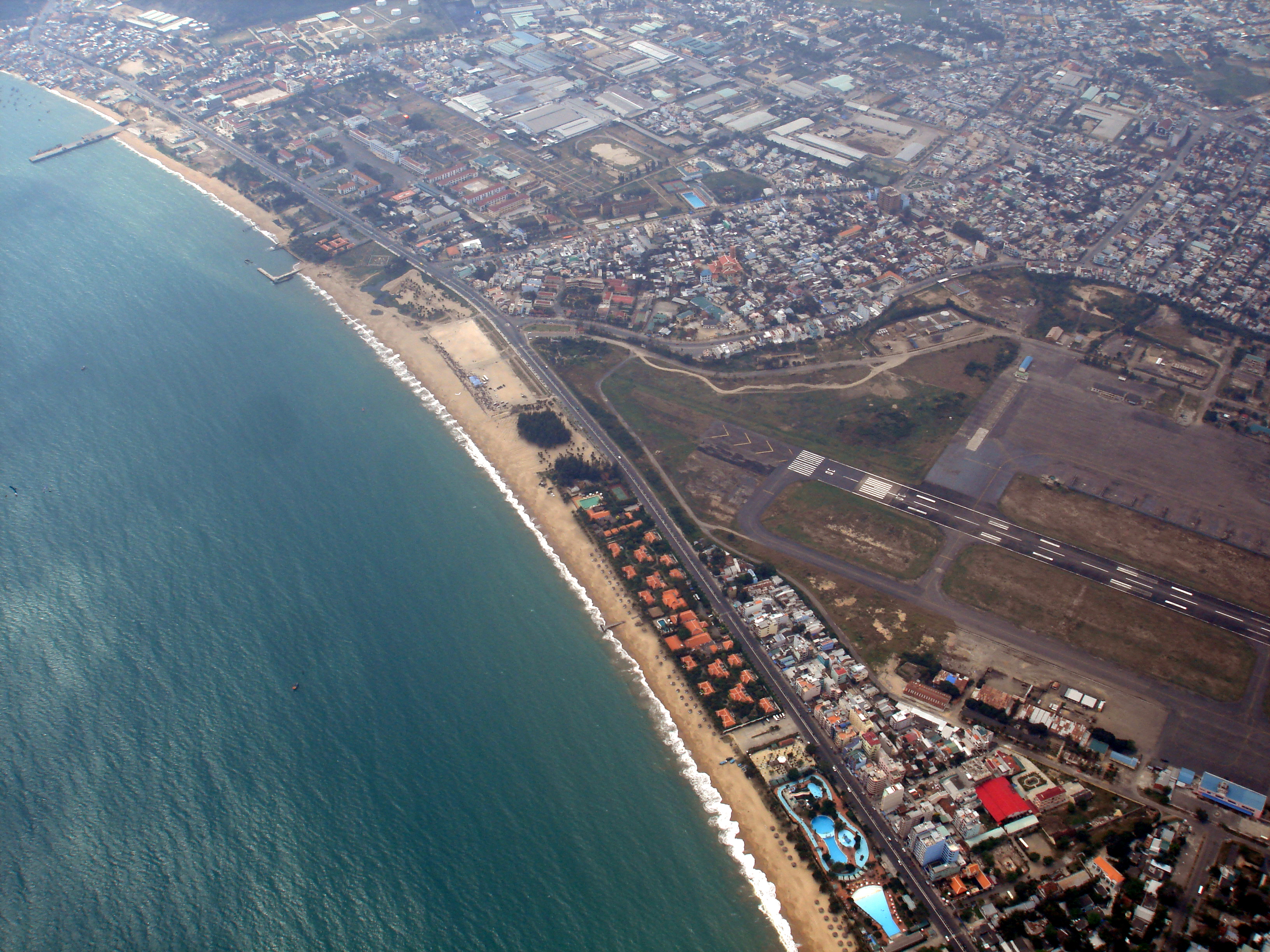
Vue aérienne de Nha Trang
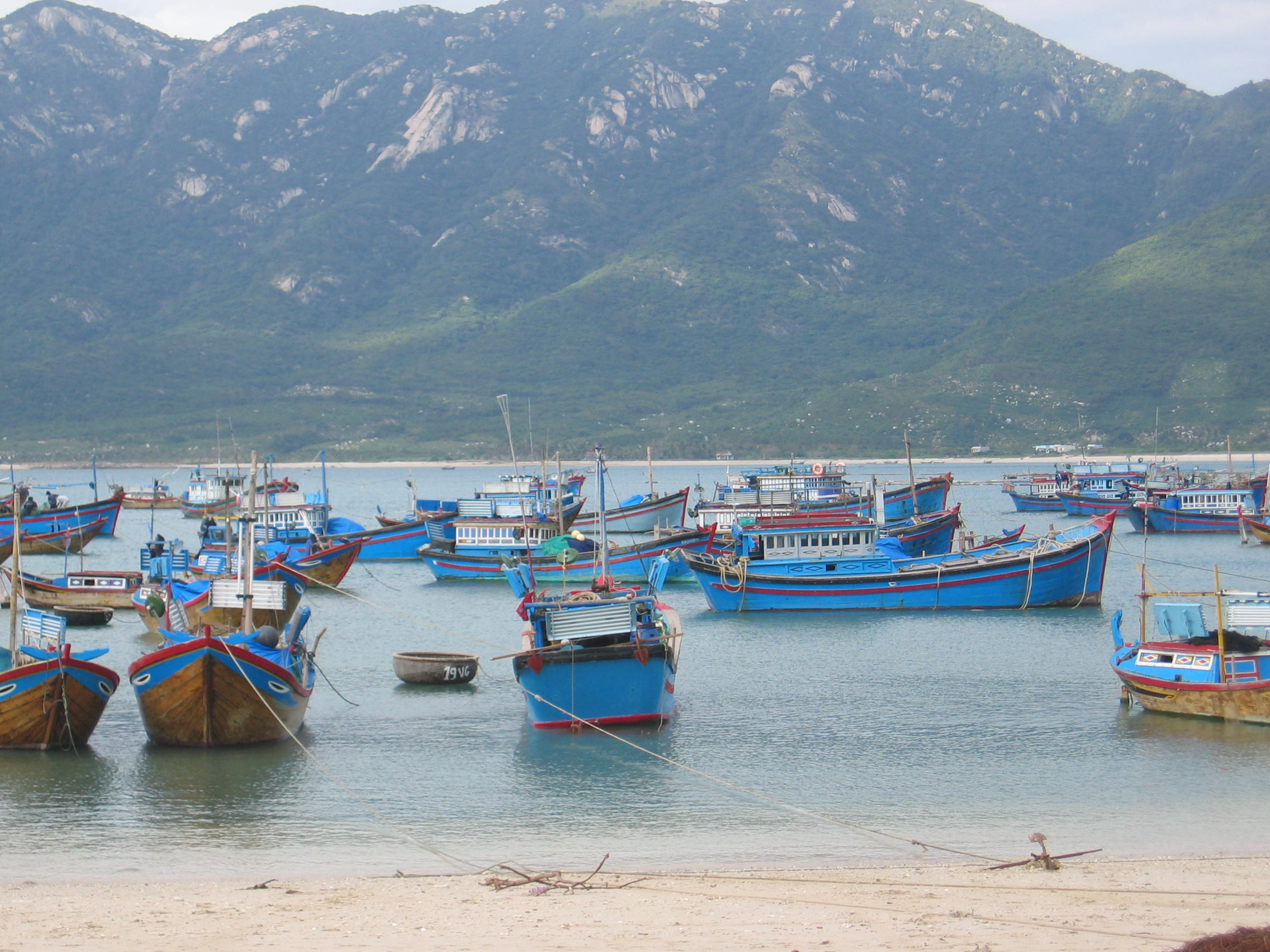
Bateaux de pêche.
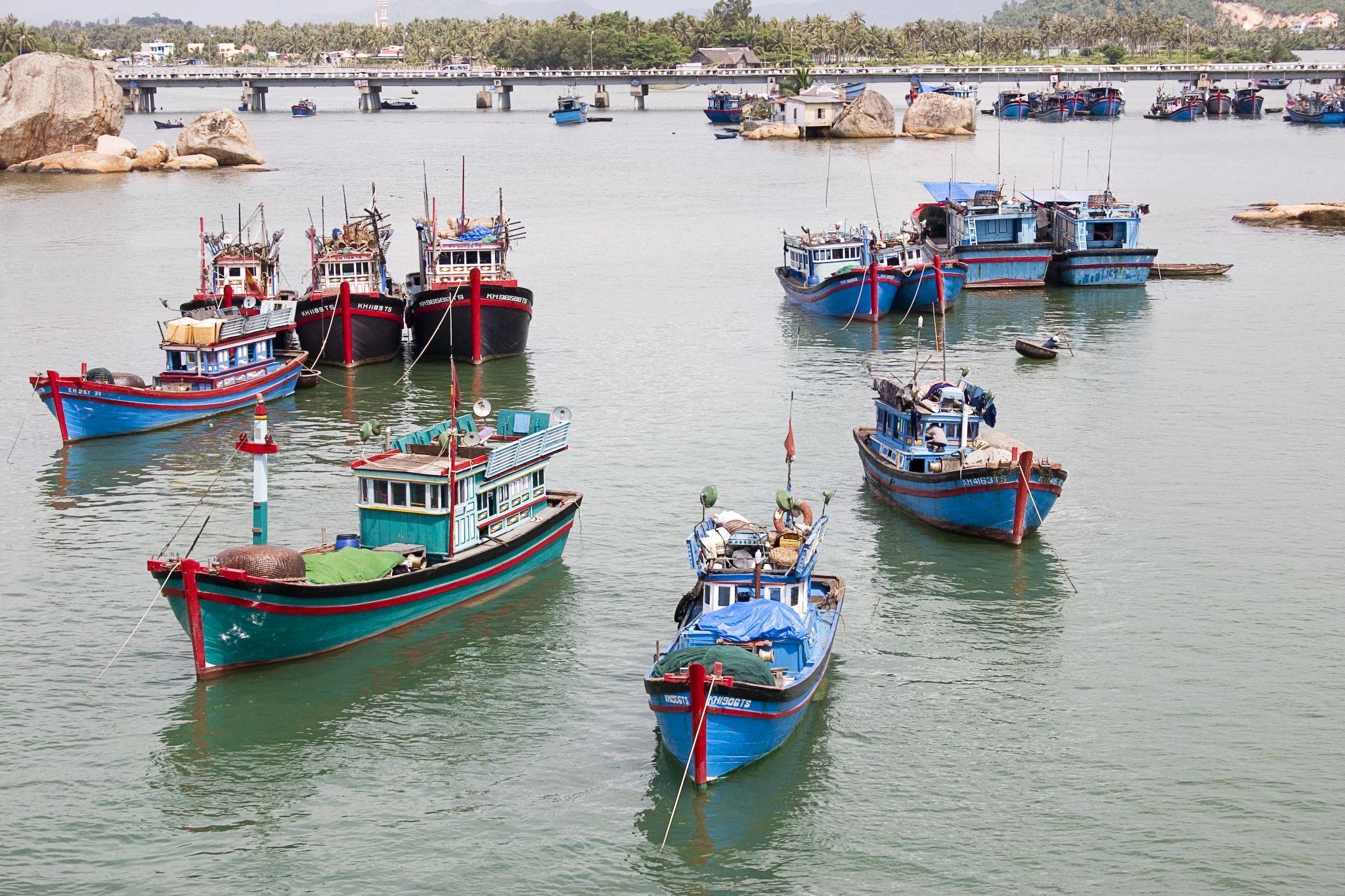
Bateaux.
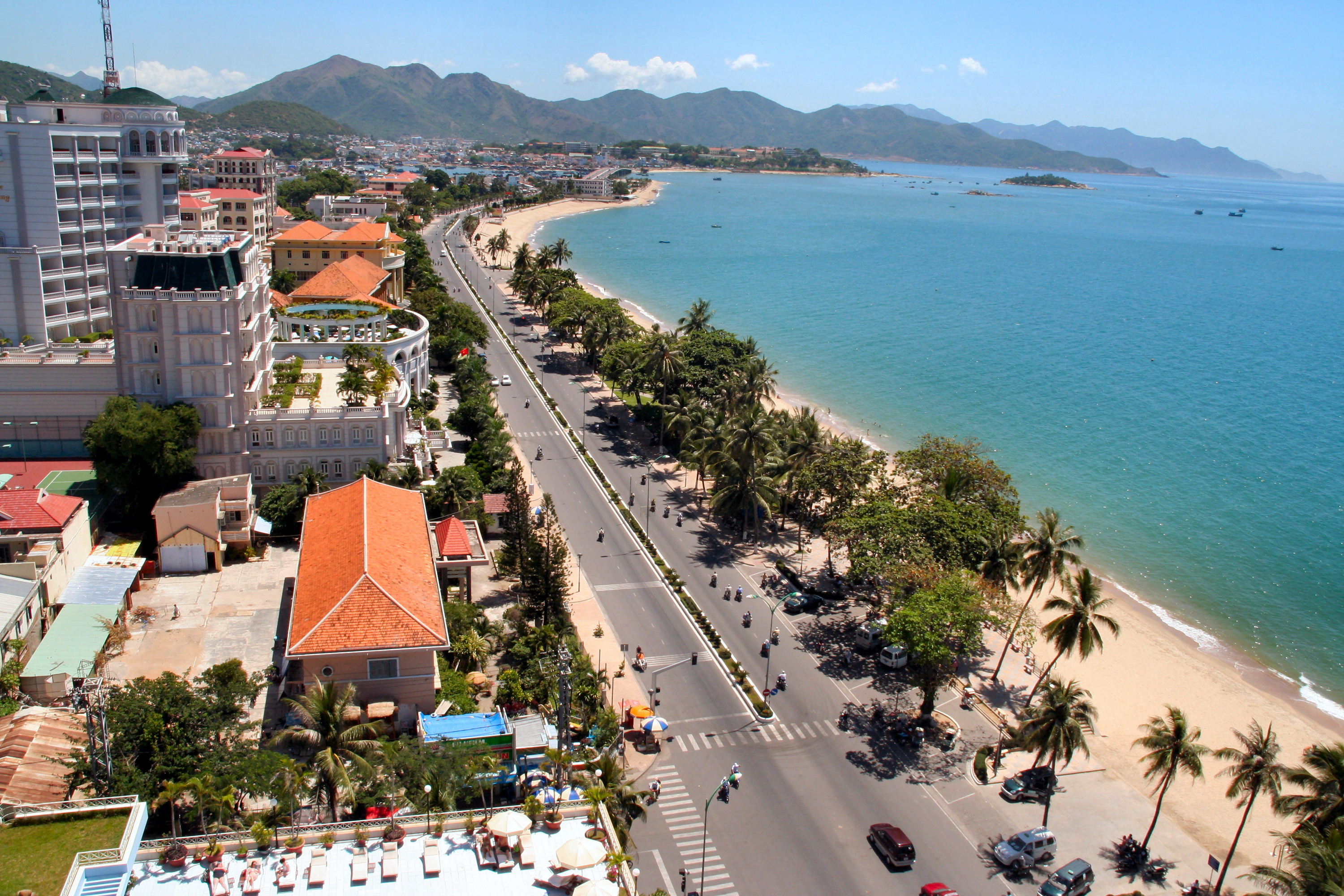
Plage de Nha Trang
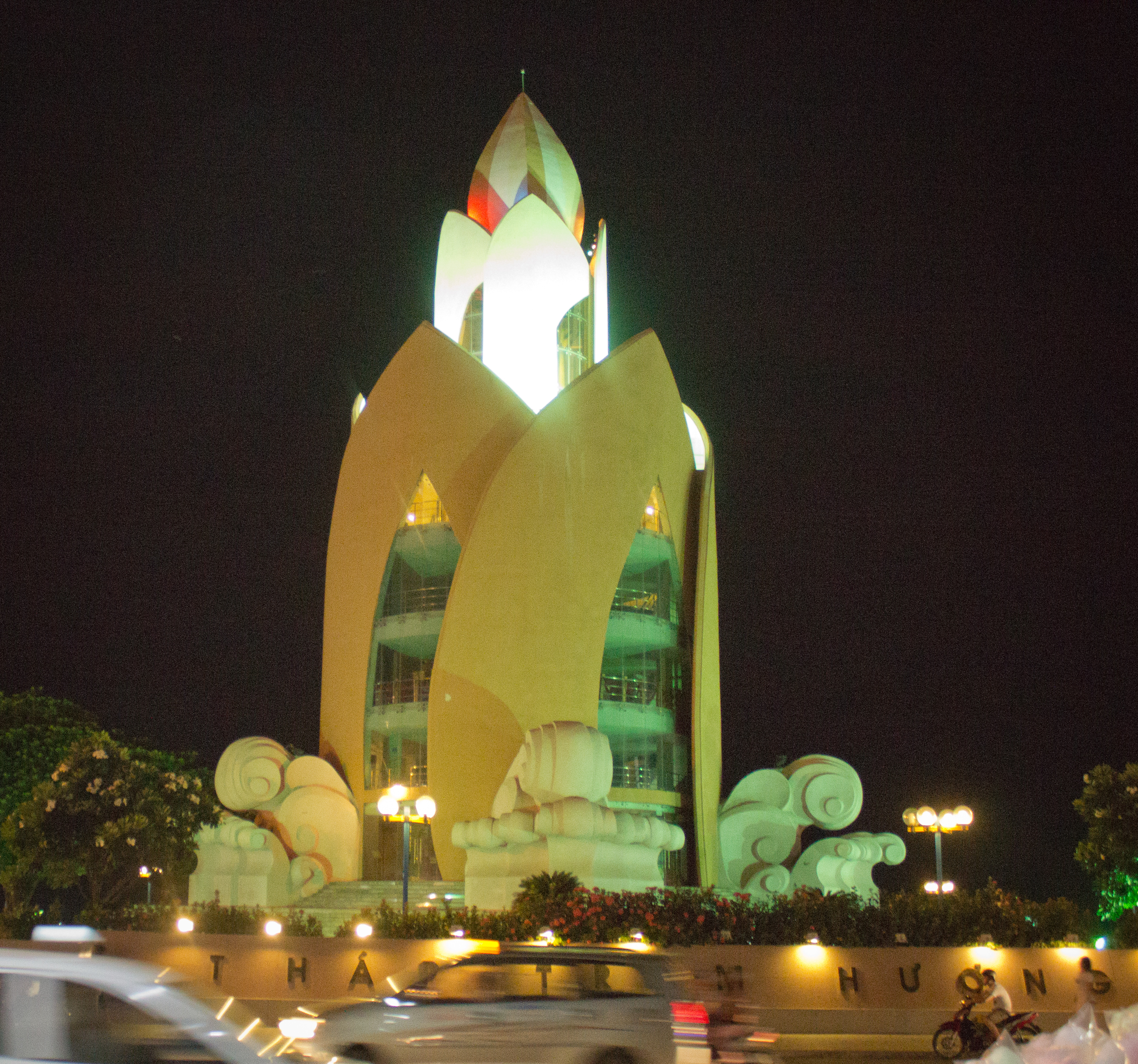
Le Tháp Trầm Hương
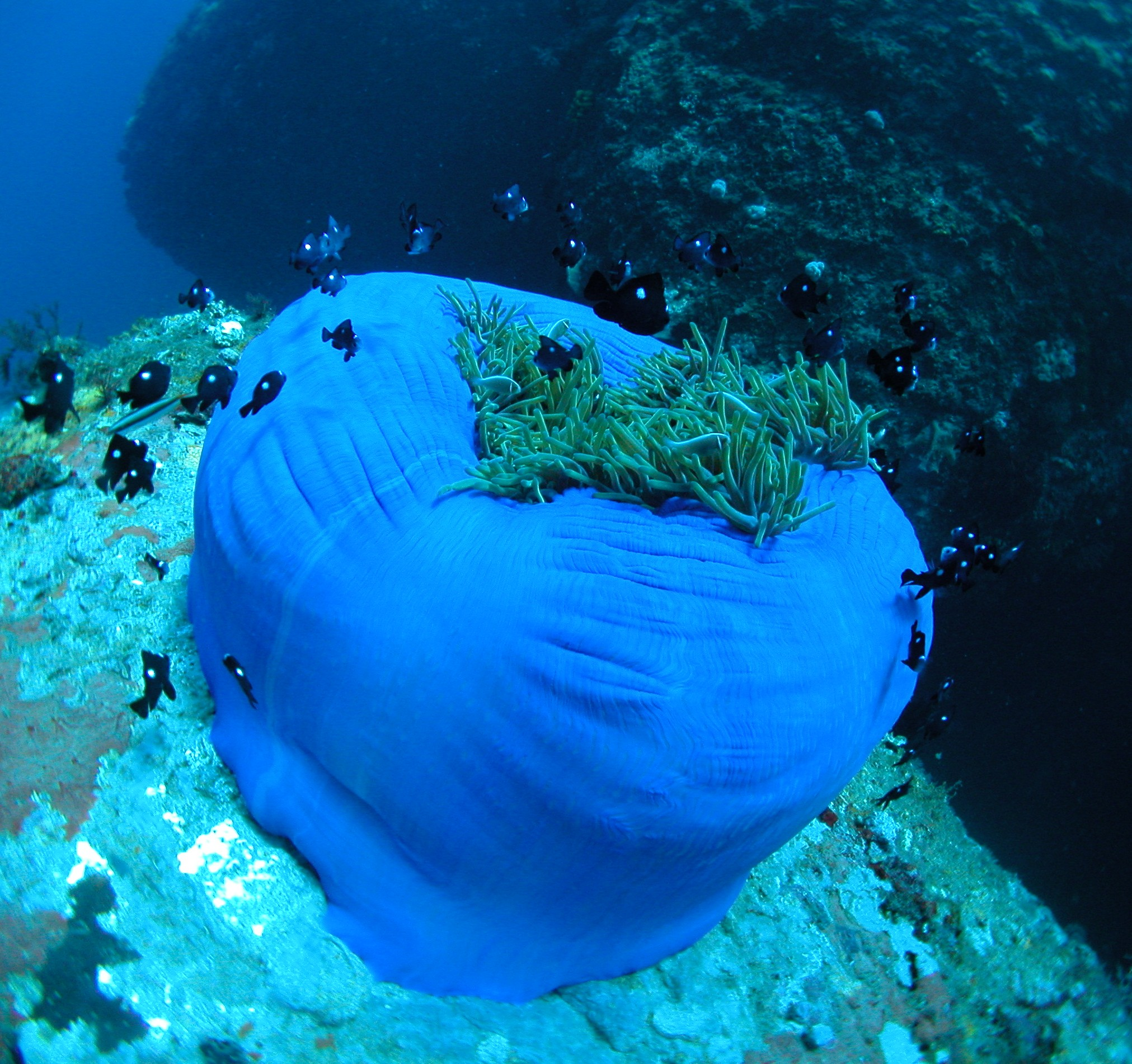
Anémone de mer.